# Ruptur

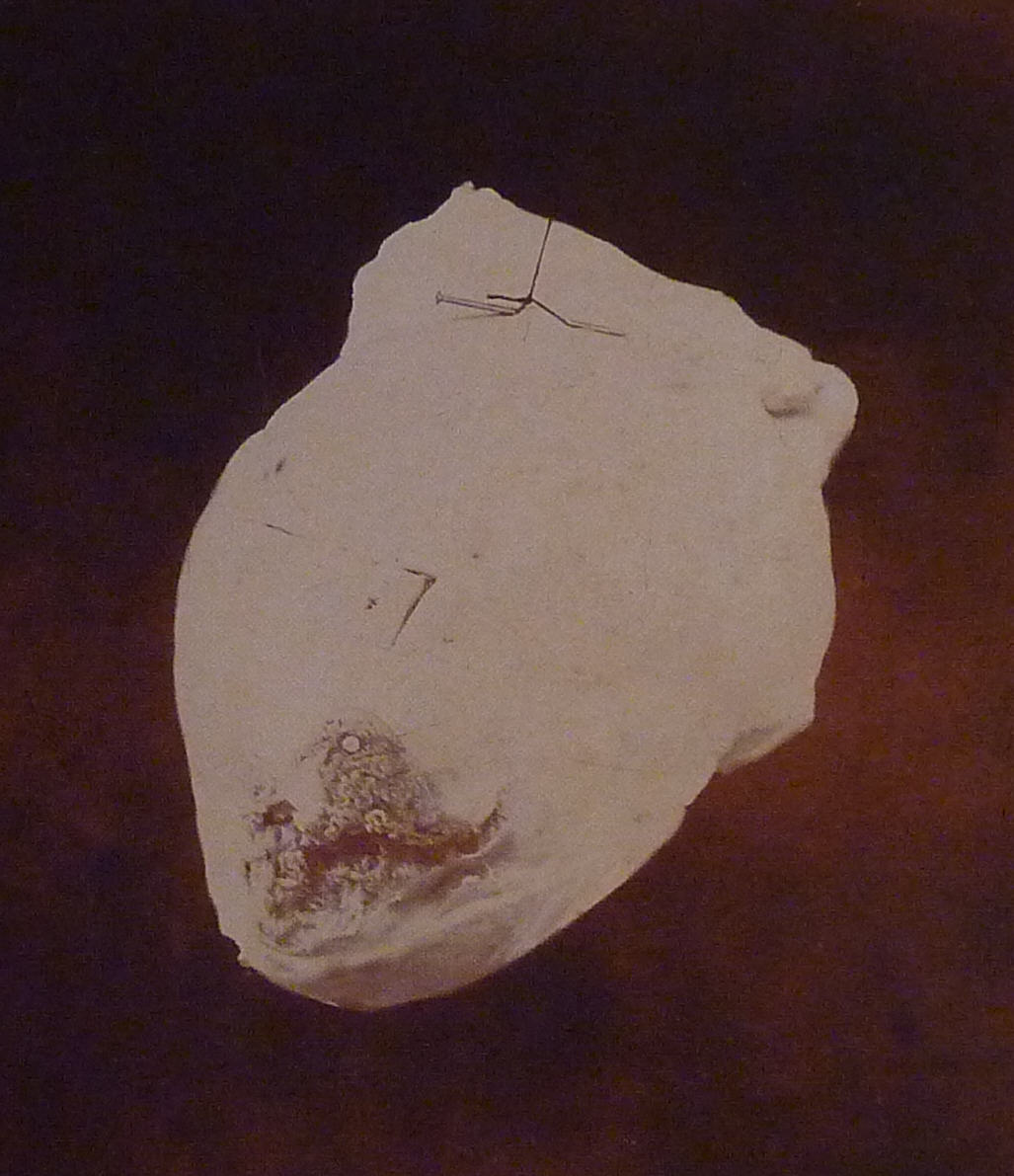
Herzruptur

Ruptur (lateinisch ruptura ,Zerreißung, Durchbruch‘; von rumpere ,reißen‘) bezeichnet in der Medizin die Zerreißung oder den Riss eines inneren Organs, eines Muskels, eines Gefäßes, eines Bandes oder einer Sehne.

## Ursachen
Rupturen sind oft Folge äußerer Traumata, beispielsweise beim Sport oder einem Verkehrsunfall.
Hierbei sind Bänderrisse wie am Kreuzband häufig. Gefährlicher aber sind Organrupturen von Niere, Leber, Milz (Milzruptur), wegen des hohen Blutverlustes oder eine Blasenruptur (Riss der Harnblasenwand), bei der Urin intraperitoneal (in die Bauchhöhle) oder extraperitoneal (in das umliegende Gewebe) entleert wird und schwerste Entzündungen hervorruft.
Rupturen können auch Folge von krankheitsbedingten oder angeborenen Gewebeschädigungen sein. Dazu gehören die Ruptur eines Herzwand-Aneurysmas nach Herzinfarkt, oder die Ruptur angeborener Gefäßaneurysmen (z. B. Aorta bei Marfan-Syndrom, zerebrales Aneurysma, Vena Galeni-Aneurysma beim Neugeborenen).
Ein bekanntes Beispiel für alters- bzw. degenerativ bedingte Gewebsschädigung ist die Achillessehnenruptur.
Im Bereich der Gynäkologie gibt es die Eileiterruptur (meist infolge einer Eileiterschwangerschaft) und die Uterusruptur während der Geburt.

## Auswirkung
Durch die Zerstörung des Gewebes kommt es zu funktionellen Einbußen. Zerreißen blutreiche Organe, wie Milz oder Leber, oder Organe mit blutgefäßreichen Wänden, kann es zur Verblutung kommen. Rupturen von Hohlorganen mit keimhaltigem Inhalt führen in aller Regel zu schwerwiegenden Folgen wie beispielsweise Sepsis oder Peritonitis. Auch die alleinige Freisetzung von Verdauungsenzymen bei Bauchorganrupturen kann benachbartes Gewebe schädigen.